# Willem Barentsz (schip, 2019)
Het MS Willem Barentsz is de veerboot van Rederij Doeksen die sinds 3 juli 2020  is gaan varen van Harlingen naar de waddeneilanden Terschelling en Vlieland v.v. Het schip is vernoemd naar de op Terschelling geboren zeevaarder en cartograaf Willem Barentsz. Dit schip vaart, samen met het zusterschip MS Willem de Vlamingh en de bestaande schepen MS Friesland en MS Vlieland de vaste afvaarten.

## Bouw in Vietnam, transport naar Nederland en ingebruikname
De twee nieuwe schepen zijn tegelijkertijd op een werf in Vũng Tàu (Vietnam) gebouwd. In het voorjaar van 2019 zijn de schepen op het dek van een zwareladingschip van Vietnam naar Nederland overgevaren. Na de aankomst in Nederland eind mei 2019 bleek dat de schepen tijdens de overvaart waterschade hebben opgelopen door inregenen. Door de uitgebreide herstelwerkzaamheden was de ingebruikstelling van dit schip pas in juli 2020.
In januari van 2021 is het zusterschip MS Willem de Vlamingh toegevoegd aan de varende vloot.
Sinds 13 januari 2021 is de MS Willem Barentsz vastedienstboot voor de verbinding Harlingen-Terschelling. De MS Friesland is sindsdien reserveschip en wordt gebruikt voor extra afvaarten.